# Темир-Канат
Темир-Канат (кирг. Темир-Канат) — село в Тонском районе Иссык-Кульской области Кыргызстана. Входит в состав Тёрт-Кульского аильного округа. Код СОАТЕ — 41702 220 820 02 0.

## Население
По данным переписи 2009 года, в селе проживало 1068 человек.